# Craigslist
craigslist – amerykański internetowy serwis ogłoszeń drobnych. Strona została założona w 1995 r. przez Craiga Newmarka. Interfejs serwisu charakteryzuje się ascetyczną formą, dlatego – i z powodu jego masowości – jego nazwa jest pisana małą literą. Firma działa w ok. 70 krajach.